# 宁平越赛水泥足球俱乐部
宁平越賽水泥足球俱乐部，是一家越南职业足球俱乐部，位于越南北部的华闾市，主场位于寧平運動場。俱乐部得名于赞助商越南越赛黄发集团。
宁平越賽水泥足球俱乐部於2014年越南国家足球锦标赛及亞洲足協盃被懷疑打假球而被調查，其後宣佈退出越南足球超級聯賽。不過為免因退出亞洲足協盃而連累越南足總被重罰，決定借兵繼續參戰2014年亞洲足協盃。2015年1月，该俱乐部由于财政问题正式解散。

## 荣誉
- 越南国家足球锦标赛
  - 冠军（1）：1995
- 越南足球甲级联赛
  - 冠军（1）：2009
- 越南国家足球杯
  - 冠军（3）：1998、2001、2013
- 越南国家足球超级杯
  - 冠军（3）：2013